# Lycognathophis seychellensis
Genre
Synonymes
- Scopelophis Fitzinger, 1843

Espèce
Synonymes
- Psammophis seychellensis Schlegel, 1837
- Scopelophis seychellensis (Schlegel, 1837)
- Thrasops citrinus Cope, 1893

Statut de conservation UICN

 EN B1ab(iii)+2ab(iii) : En danger
Lycognathophis seychellensis, unique représentant du genre Lycognathophis, est une espèce de serpents de la famille des Natricidae.

## Répartition
Cette espèce est endémique des Seychelles.

## Description
C'est un serpent vivipare.

## Étymologie
Son nom d'espèce, composé de seychell[es] et du suffixe latin -ensis, « qui vit dans, qui habite », lui a été donné en référence au lieu de sa découverte.

## Publications originales
- Boulenger, 1893 : Catalogue of the Snakes in the British Museum (Natural History), vol. 1, p. 1-448 (texte intégral).
- Schlegel, 1837 : Essai sur la physionomie des serpens, La Haye, J. Kips, J. HZ. et W. P. van Stockum, vol. 1 (texte intégral) et vol. 2 (texte intégral).